# 不均衡な成長戦略
不均衡な成長とは経済開発における一般的な経路だ。
ある時点で各国が置かれている状況は、それぞれが過去に行った資判断を反映している。従って、不均衡で望ましい投資はいつ如何なるタイミングであったとしても、将来の経済的繁栄をもたらす可能性がある。
不均衡な投資は既存の不均衡を是正或いは補完することができるものの、一度不均衡な投資が行われたとしても、新たな不均衡が生まれることがよくある。そしてそれは結果として、より高水準な補完的投資を必要とするのだ。つまり、経済成長はこの様な不均衡と補完的投資のサイクルによって生じる為、バランスの取れた投資を行ったとしても、経済は成長しない。
この様な不均衡のもたらす成長ドクトリンを支持する者としては、アルバート・O・ハーシュマンやHans Singer、Paul Streeten、マーカス・フレミング、Prof. Rostov、J. Sheehanなどが挙げられる。